# بلوپولتسی
بلوپولتسی (به بلغاری: Belopoltsi) یک منطقهٔ مسکونی در بلغارستان است که در ایوالوفگراد واقع شده‌است.